# Lobelia longisepala
Lobelia longisepala là loài thực vật có hoa trong họ Hoa chuông. Loài này được Engl. mô tả khoa học đầu tiên năm 1902.